# Egas Pires Coronel
Egas Pires Coronel ou Egas Pires Coronel de Sequeira (1166 -?) foi um fidalgo e rico-homem do Reino de Portugal com origem no Reino de Aragão, foi o primeiro da sua linhagem a utilizar este nome (Sequeira) e isso aconteceu quando em 1176 adquiriu os terrenos de Santa Maria de Sequeira, freguesia do concelho de Braga. 
Chegou a Portugal aos serviços da Corte do Reino de Aragão onde lhe foi atribuído em 1175 acompanhar a princesa D. Dulce de Aragão até Portugal a fim de esta se casar com aquele que viria a ser rei de Portugal, D. Sancho I de Portugal.

## Relações familiares
Foi filho de Pedro Coronel e de Justa Pais (1150 -?). casou com Inês Martins Anaia de quem teve:
1. Martim Viegas Coronel de Sequeira casado com Sancha Peres da Veiga.
2. Raimundo Viegas de Sequeira (1180 – 1242) casado com Maria Anes.
3. Mor Viegas Coronel de Sequeira casou com João Henriques de Portocarreiro.